# Ландулф I (Беневенто)
Вижте пояснителната страница за други личности с името Ландулф.
Ландулф I (Landulf I; Antipater; † 10 април 943) е лангобардски принц на Беневенто и Капуа (като Ландулф III) от 12 януари 901 г. до 910 г.

## Биография
Той е син на Атенулф I, принц на Капуа, и на Сихелгаита от Гаета.
Ландулф I управлява заедно с брат си Атенулф II. През 909 г. той посещава Константинопол и получава от император Лъв VI Философ титлите anthypatos (лат.: проконсул) и patrikios (патриций).
Ландулф I се включва в Християнската лига, образувана от папа Йоан X, против сарацините и през 915 г. участва в победоносната битка при Гариляно.
Той е женен за Джема, дъщерята на Атанасий II, епископ и херцог на Неапол. Неговите синове Ландулф II и Атенулф III го наследяват на трона на Беневенто и Капуа.